# Липковская, Лидия Яковлевна
Ли́дия Яковлевна Липко́вская (рум. Lidia Lipkovski, укр. Лідія Липковська, в замужестве Маршнер; 10 мая 1884, 10 мая 1882 или 28 апреля [10 мая] 1882, Бабин, Бессарабская губерния, Российская империя — 22 марта 1958, Бейрут) — артистка оперы и оперетты, камерная певица (лирико-колоратурное сопрано), вокальный педагог, поэтесса. Солистка Мариинского театра (1906—1908, 1911—1913) и Театра музыкальной драмы (1914—1915), участница Русских сезонов Дягилева в Париже (1909, 1920—1930).

## Биография
Родилась в 1884 году в селе Бабин Хотинского уезда Бессарабской губернии, в семье Липковских Якова Ивановича и Доминики Валерьяновны. У Липковской было три сестры и четыре брата. Отец, очень любил музыку, сам играл на скрипке и организовал детский хор, в котором пел дети.
Петь начала с пяти лет. Начальное образование получила в двухклассной сельской школе. Затем поступила в Мариинскую женскую гимназию в Каменец-Подольске. С 12 лет пела в церковном хоре, с 14 принимала участие в благотворительных концертах.
В 17 лет, обучаясь на последнем курсе гимназии, вышла замуж за студента факультета восточных языков Петербургского университета Христофора Маршнера, который был старше на шесть лет. Супруги уехали в Петербург, родилась дочь Ариадна. Через два года Липковская оставила мужа, который противился её желанию учиться петь.
В Петербурге Липковская проживала в доме № 17 по ул. Миллионной.

### Дебют
В 1903 году Лидия Маршнер становится студенткой Петербургской консерватории по классу вокала Н. А. Ирецкой. В консерватории обучалась бесплатно. На втором курсе дебютировала под своей девичьей фамилией в русско-итальянской частной опере на бенефисе Н. Фигнера 4 января 1904 года. Двадцатилетняя Липковская заменила заболевшую певицу и без репетиций блестяще исполнила партию Джильды в опере «Риголетто». Об успехе написали многие газеты — отмечали отличную колоратуру, выразительные голосовые средства, музыкальность и благородный вкус молодой певицы. Профессор Ирецкая отдала должное вокалу студентки, но за самовольный выход на сцену отстранила её от занятий. Через некоторое время Липковской разрешено было вернуться в консерваторию. Во второй раз студентка ослушалась педагога и по приглашению Римского-Корсакова спела на частной сцене Снегурочку в его одноимённой опере.

### Сценическая карьера

#### Мариинский театр (1906—1908) и гастроли в Большом театре
Профессиональный творческий путь певицы начался на сцене Мариинского театра, куда она была принята 1 мая 1906 года после окончания консерватории. Первой ролью в театре была Джильда («Риголетто»). Затем пела репертуар недавно покинувшей мариинскую сцену Мравиной — партии Олимпии («Сказки Гофмана»), Церлины («Дон Жуан»), Розины («Севильский цирюльник»). По рапорту директора императорских театров Теляковского была направлена брать уроки пения у своего бывшего педагога Н. Ирецкой, и сценического искусства у А. Петровского. Через год театр направил Липковскую к дирижёру миланской оперы Ванзо в «Ла Скала» для изучения итальянской техники пения.

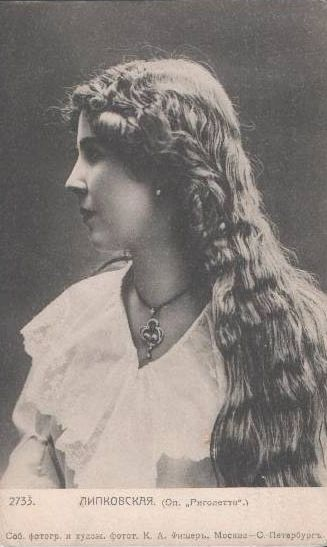
Л. Липковская в роли Джильды в опере «Риголетто»

Своим голосом Липковская овладела в совершенстве, что позволяло ей блестяще исполнять труднейшие партии. Она легко состязалась со скрипкой и флейтой. Даже в самом высоком регистре (а она свободно брала три октавы) голос её не терял мягкости и певучести. Взыскательная публика императорского театра была покорена и Липковская вскоре стала считаться одной из лучших колоратурных сопрано.
В сентябре 1907 года впервые выступила с Шаляпиным в опере «Лакме» Делиба. 17 ноября 1907 года партнером по сцене в этой же опере был Собинов. Николай Фигнер пригласил исполнить партию Джульетты («Ромео и Джульетта») на своем прощальном бенефисе 28 декабря 1907 года. Бурные овации и роскошные букеты сопровождали спектакль. Присутствовали вся знать Петербурга и артистическая богема, приглашены были родители певицы. Липковская вспоминала:
Зал был наэлектризован<…> Для меня все происходящее были театральными похоронами Фигнера. Мне было крайне грустно, что именно мне, его «крестнице» (ведь он был моим первым партнером в «незаконном дебюте», приходится закрыть за ним двери Мариинского театра…)«Вечерний Кишинёв»
В январе 1908 года впервые выступила на сцене Большого театра в операх «Риголетто» и «Лакме». Московская публика радушно встретила певицу, но критика отнеслась сдержанно.
После возвращения в Петербург получила приглашение в Париж для участия в сезонах Русской оперы под предводительством Дягилева (1909, 1920—1930-е годы).
2 февраля 1908 года на сцене Мариинского театра выступала в роли Валентины в постановке оперетты Легара «Весёлая вдова».

#### Зарубежные гастроли (1909—1911)
В Париже пела на сцене «Théâtre du Châtelet» (1909).
Гастролировала в Америке в 1909—1911 годы, пела в «Metropolitan Opera» в Нью-Йорке, а также в Бостоне (1909) и Чикаго (1910). В США произошла встреча Липковской с Карузо — он был партнером певицы в ноябре 1909 года в опере «Риголетто» и в феврале 1910 года в «Травиате». В этой же стране артистка познакомилась и совместно выступила с Пуччини и Руффо.
На сцене лондонского «Covent Garden» пела Сюзанну в премьерном спектакле Э. Вольфа-Феррари «Секрет Сюзанны» (1909) и Мими в опере «Богема» (1911).
В дальнейшем успешно гастролировала во многих городах: в Москве, Киеве, Одессе, Берлине, Вене, Будапеште.
В октябре 1913 года пела на сцене петербургского Народного дома. 12 ноября этого же года певица дала благотворительный концерт в Дворянском собрании в пользу детского дома.
В феврале 1914 года в Монте-Карло Липковская участвовала в опере Рамо «Праздники Гебы», поставленной Раулем Гинзбургом после двухсотлетнего перерыва.

#### Театр музыкальной драмы (1914—1915)
20 сентября 1914 года Липковская, солистка петербургского Театра музыкальной драмы (1914—1915), с разрешения министерства двора организовала спектакль в пользу раненных воинов.

### Эмиграция
С 1919 года жила за границей, сначала во Франции, с 1920 года — в Кишинёве, где преподавала в частных консерваториях, в 1924—1927 годах — в Бухаресте. В 1920—1930-х годах выступала в странах Европы и Америки. Гастроли в Харбине в 1922 году прошли с триумфом. С ноября 1927 года по май 1929 года гастролировала в СССР с концертами и оперными спектаклями. За этот период спела в 160 концертах. В 1933—1936 годах выступала в Бухаресте, Берлине, Париже. 12 декабря 1936 года состоялся концерт Липковской в Палестине (в настоящее время Израиль). После парижских гастролей провела лето в родных местах и приняла решение вернуться. В 1936 году в кишинёвском театре «Экспресс» состоялся прощальный концерт Липковской. Она перебралась в Бухарест. В 1937 году переехала в Кишинёв, в котором проживала по ул. А. Щусева, д. 111 до 1940 года. В этот период, с 1931 по 1940 годы, преподавала вокал в частных консерваториях «Униря» и «Муничипал», в 1940—1941 годах — в новообразованной Д. Г. Гершфельдом Кишинёвской государственной консерватории. Среди учеников Липковской — народная артистка Молдавской ССР Тамара Чебан, певец и композитор Алексей Стырча, солистка театра им. Пушкина Анна Даскал, примадонна Бухарестской оперы Лидия Бабич.
Сцену артистка оставила в 1941 году после выступлений в Одессе. Во время румынской оккупации в период Второй мировой войны перебралась в Бухарест (1943), с 1948 года преподавала в консерватории в Тимишоаре, в 1950 году переехала в Париж, чтобы быть ближе к дочери. 19 мая 1951 года во Франции состоялся концерт Липковской с участием первого тенора Жан-Поля Фильона (Jean-Paul Filion), пианиста Джона Пеннинка и певицы Ирины Ивченко. С 1952 года преподает в Париже, где на заседании художественно-педагогического совета русской консерватории «Русского музыкального общества за границей» была избрана профессором по классу пения.
В 1953 году Липковскую пригласили на должность директора Бейрутской консерватории Académie Beaux-Arts в Ливане, где в то время проживала её сестра. Вскоре Липковская по состоянию здоровья не смогла работать и последние годы жизни прожила в нужде и забвении.
Умерла 22 марта 1955 года (в некоторых источниках 1958). Похоронена на православном кладбище в районе Хамра Западного Бейрутa (Ливан).

## Семья
- Отец — Липковский Яков (Якоб) Иванович, учитель двухклассной сельской школы.
- Мать — Липковская Доминика Валерьяновна.
- Брат — Липковский Анатолий Яковлевич.
- Брат — Липковский Владимир Яковлевич.
  - Племянник — Липковский Олег Владимирович.
- Брат — Липковский Василий Яковлевич.
- Брат — Липковский Дмитрий Яковлевич.
- Сестра — Липковская (в замужестве Кан) Александра Яковлевна.
- Сестра — Липковская (в замужестве Кудрявцева) Татьяна Яковлевна (? — 16.05.1970, Монреаль, Канада)[11], артистка балета и педагог, окончила балетную школу при Мариинском театре, первая ученица танцевальной студии Кшесинской открытой в 1929 году в Париже. В 1934 году уехала в Канаду. Открыла в Монреале школу классического танца.
- Первый муж — Маршнер Христофор Христофорович, студент факультета восточных языков Петербургского университета.
- Дочь — Маршнер Ариадна Христофоровна.
  - Внучка — Мария.
- Второй муж — Баден Иарл, датчанин.

## Репертуар
Оперные партии
- Мими — «Богема» Пуччини,
- Элема — «Валенсианские мавры» Понкьелли,
- Офелия — «Гамлет» Тома,
- Церлина — «Дон Жуан» Моцарта,
- Норина — «Дон Паскуале» Доницетти,
- Татьяна — «Евгений Онегин» Чайковского,
- Лейла — «Искатели жемчуга» Бизе,
- Микаэла — «Кармен» Бизе,
- Лакме — «Лакме» Делиба,
- Адина — «Любовный напиток» Доницетти,
- Лючия — «Лючия ди Ламмермур» Доницетти,
- Рахиль — «Мадемуазель Фифи» Кюи,
- Панночка — «Майская ночь» Римского-Корсакова,
- Манон — «Манон» Массне,
- Эвридика — «Орфей и Эвридика» Глюка,
- Недда — «Паяцы» Леонкавалло,
- Геба — «Празднества Гебы» Рамо, опера-балет,
- Ольга — «Псковитянка» Римского-Корсакова,
- Джильда — «Риголетто» Верди, дебютная роль на частной сцене и в Мариинском театре,
- Джульетта — «Ромео и Джульетта» Гуно,
- Людмила — «Руслан и Людмила» Глинки,
- Волхова — «Садко» Римского-Корсакова,
- Розина — «Севильский цирюльник» Россини,
- Сюзанна — «Секрет Сюзанны» Вольф-Феррари,
- Царевна Лебедь — «Сказке о царе Салтане» Римского-Корсакова,
- Олимпия — «Сказки Гофмана» Оффенбаха,
- Снегурочка — «Снегурочка» Римского-Корсакова,
- Амина — «Сомнамбула» Беллини,
- Таис — «Таис» Массне,
- Маргарита — «Фауст» Гуно,
- Марфа — «Царская невеста» Римского-Корсакова.

Оперетта
- Валентина — «Весёлая вдова» Легара

Камерные произведения
- «Молдавская степь» — музыкально-лирическая картина. Исполнялась совместно с Александром Вертинским.
- Песня из пьесы «Псиша» Ю. Д. Беляева.

## Грамзаписи
1. Выдающиеся русские певцы прошлого [Звукозапись] : [арии и сцены из рус. и зарубеж. опер, романсы рус. композ., рус. нар. песни]. — Подписное издание. — Москва : Мелодия, 1965 (Апрелевка : Апрелев. з-д грп.). — 3 грп. [ГОСТ 5289-61]. — (Выдающиеся певцы прошлого; Серия 1). Архивные записи из фондов ВСГ и коллекции И. Ф. Боярского. Коммент. в прил. Хранение: Гр Б / 313;
- Н. Римский-Корсаков ; Ария Снегурочки : из оперы «Снегурочка»; исполн. Л. Липковская, сопрано.

2. Лидия Липковская, сопрано [Звукозапись] / [все произв.] исполн. Л. Липковская, сопрано; сопровожд.: М. Дулов, фортепиано ; Оркестр Gramophone Compane Ltd; [авт. коммент. на конв.] Ю. Перепелкин. — Москва : Мелодия, 1985 (Московский опытный з-д «Грамзапись»). — 1 грп. [ГОСТ 5289-80]. — (Исполнительское искусство). ВСГ. Архивные записи 1912—1914 гг. Хранение: Гр Б-1 / 728 (10);
- Дж. Россини: Каватина Розины : из 1-го д. оперы «Севильский цирюльник» ; Каватина Семирамиды : из 1-го д. оперы «Семирамида»;
- Л. Делиб: Вальс : из балета «Коппелия» ; Pizzicato : из балета «Сильвия»;
- Н. Римский-Корсаков: Ариетта Снегурочки : из 1-го д. оперы «Снегурочка» ; Сцена таяния : из 4-го д. оперы «Снегурочка» ; Ария Марфы : из 2-го д. оперы «Царская невеста» ; Ария Марфы : из 4-го д. оперы «Царская невеста»;
- П. Чайковский: Ариоза Иоланты : из оперы «Иоланта»;
- А. Даргомыжский — А. Дельвиг: Шестнадцать лет.

3. Лидия Липковская, сопрано, Георгий Бакланов, баритон [Звукозапись] / [все произв.] исполн.: Л. Липковская, сопрано, Г. Бакланов, баритон; сопровожд.: М. Дулов, фортепиано ; Оркестр Gramophone Compane Ltd; [авт. коммент. на конв.] Ю. Перепелкин. — Москва : Мелодия, 1985 (Ленинград : Ленинградский з-д грп.). — 1 грп. [ГОСТ 5289-80]. — (Исполнительское искусство). ВСГ. Архивные записи 1912—1914 гг. Хранение: Гр Б-1 / 728 (11);
- Дж. Верди: Ария Джильды : из 1-го д. оперы «Риголетто»
- Ш. Гуно: Вальс Джульетты : из 1-го д. оперы «Ромео и Джульетта»
- А. Тома: Дуэт Офелии и Гамлета : из 1-го д. оперы «Гамлет»; исполн. Г. Бакланов, баритон.
- Дж. Пуччини: Рассказ Мими : из 1-го д. оперы «Богема»; Ария Тоски : из 2-го д. оперы «Тоска»
- Р. Шуман — Й. фон Айхендорф: Весенняя ночь : соч. 39 № 2
- Р. Шуман — Г. Гейне: И розы, и лилии : соч. 42 № 3; [все произв.] исполн. Л. Липковская, сопрано; сопровожд.: М. Дулов, фортепиано ; Оркестр Gramophone Compane Ltd[12].

## Признание
- Юный Игорь Северянин впервые услышал пение Лидии Липковской на сцене Мариинского театра, в самом начале её творческого пути. Предположительно в 1909 году состоялось их знакомство. В дальнейшем поэт бывал у Липковской в гостях, а она принимала участие в поэтических вечерах Северянина[К 4]. Пути артистки и поэта не раз пересекались на гастролях 1920—1930-х годов.

```
<…>Идем назад по Маршалковской,
Что солнышком накалена,
Заходим на часок к Липковской:
Она два дня уже больна.
Мы – в расфуфыренном отэле,
Где в коридорах полумгла.
Снегурочка лежит в постели
И лишь полнеет от тепла…
Лик героини Офенбаха
Нам улыбается в мехах,
И я на пуф сажусь с размаха,
Стоящий у неё в ногах.
И увлечен рассказом близким
О пальмах, море и сельце,
Любуюсь зноем австралийским
В игрушечном её лице.
```

Северянин посвятил Липковской ряд своих произведений: «Сонет» («Мы познакомились с ней в опере…») (1909), «Тебе, моя красавица!» (с посвящением: «Ариадниной мамочке») (1910), сонет «Лидии Липковской» (1924). Упоминается имя певицы и в «Поэме беспоэмия» (1915) — «И с ней снегурочность Липковской», и в романе «Падучая стремнина», строками из которого Северянин признавался в своей любви к оперному искусству:
<…>Я музыку боготворю не меньше
Поэзии, и удивляться надо ль,
Что посещенье оперы являлось
Потребностью моей необходимой<…>
Да, имена там были звездоносны:
Певала там и Лидия Берленди,
И Баронат, и Гай с Пеллингиони,
И Арнольдсон с Ансельми, Баттистини,
И Собинов, и Фигнер, и Клементьев.
Липковская там делала карьеру,
И Монска промелькнула метеором<…>Игорь Северянин, «Падучая стремнина» (1920—1921)
В романе в строфах «Рояль Леандра» (1925) Северянин сравнивал голос певицы с пением жаворонка «Когда, как жаворонок некий, моя Липковская поёт!».
- А. И. Куприн в стихотворении посвященном Лидии Липковской («Я помню Мариинского театра») писал, что в её голосе слышится «песня соловья», «солнца золотая радость».
- Талант певицы высоко ценили Н. Римский-Корсаков, А. Глазунов, Э. Направник, Ж. Массне, К. Станиславский, В. Мейерхольд, В. Качалов, А. Луначарский.
- 1916 — На выставке произведений искусства в Петрограде в пользу инвалидов-поляков экспонировался портрет «Артистка Императорских театров Л. Я. Липковская» (художник Н. К. Бодаревский).
- Поэтесса Любовь Юрьевна Зубова-Моор (1881—1970) сочинила стихотворение «Лидии Яковлевне Липковской»[14].
- Одна из улиц в родном селе певицы названа в её честь (укр. вул. Л. Липковської).
- 2001 — Выпущена памятная почтовая марка «(рум. Lidia Lipkovski (1884—1958) — cântăreață de operă» в честь дня рождения певицы[15].
- 2007 — В библиотеке села Бабин создана комната-музей Лидии Липковской[16].
- 2009 — По инициативе Р. Ольшевской и В. И. Гетьмана, в честь 125-летия со дня рождения, в селе Бабин (Украина) открыт памятник Лидии Липковской[16] (скульптор И. М. Салевич). В этом же году в Молдове выпущен памятный почтовый штемпель «рум. Lidia Lipkovski — 125 ani de la naștere »[17].

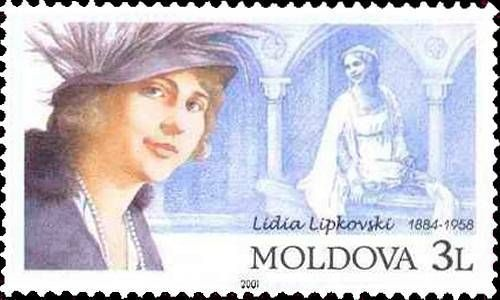
Почтовая марка Молдовы (2001)
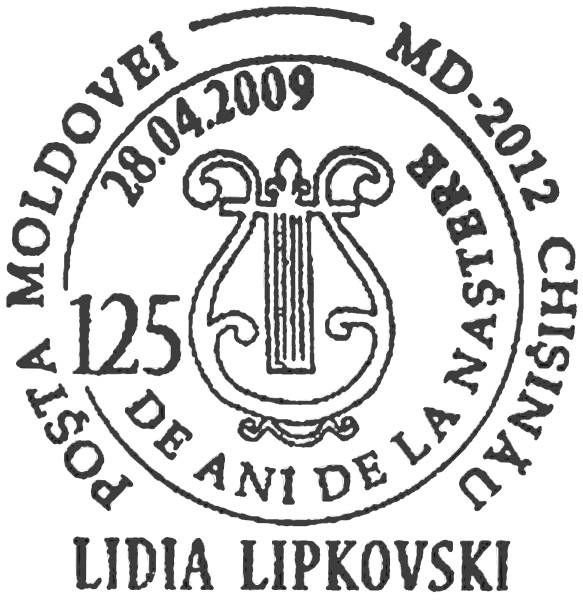
Почтовый штемпель: Лидия Липковская — 125 лет со дня рождения (2009)